# Noureddine Bouchaal
Noureddine Bouchaal (arab. ‏نور الدين بوشعال‎; ur. 24 października 1970) – marokański narciarz alpejski, uczestnik igrzysk olimpijskich w Albertville.

## Osiągnięcia

### Igrzyska olimpijskie
| Miejsce | Dzień     | Rok  | Miejscowość | Konkurencja | Czas biegu | Strata | Zwycięzca     |
| ------- | --------- | ---- | ----------- | ----------- | ---------- | ------ | ------------- |
| 86.     | 18 lutego | 1992 | Albertville | Gigant      | 2:06,98    | +75,32 | Alberto Tomba |